# Łoszniów
Łoszniów (ukr. Лошнів, Łoszniw) – wieś w rejonie tarnopolskim obwodu tarnopolskiego, założona w 1564 r. W II Rzeczypospolitej miejscowość była siedzibą gminy wiejskiej Łoszniów w powiecie trembowelskim województwa tarnopolskiego. Wieś liczy 1270 mieszkańców.
Urodził tu się podziemny biskup greckokatolicki Petro Kozak.
Do 2020 w rejonie trembowelskim.

## Zabytki
- zamek Dulskich, wybudowany w XVII w.[3]